# آپر مارلوو (مریلند)
آپر مارلوو (به انگلیسی: Upper Marlboro) شهری در ایالت مریلند کشور ایالات متحده آمریکا است که جمعیت آن در سرشماری سال ۲۰۱۰ میلادی، ۶۳۱ نفر بوده‌است.